# Coombs-Test

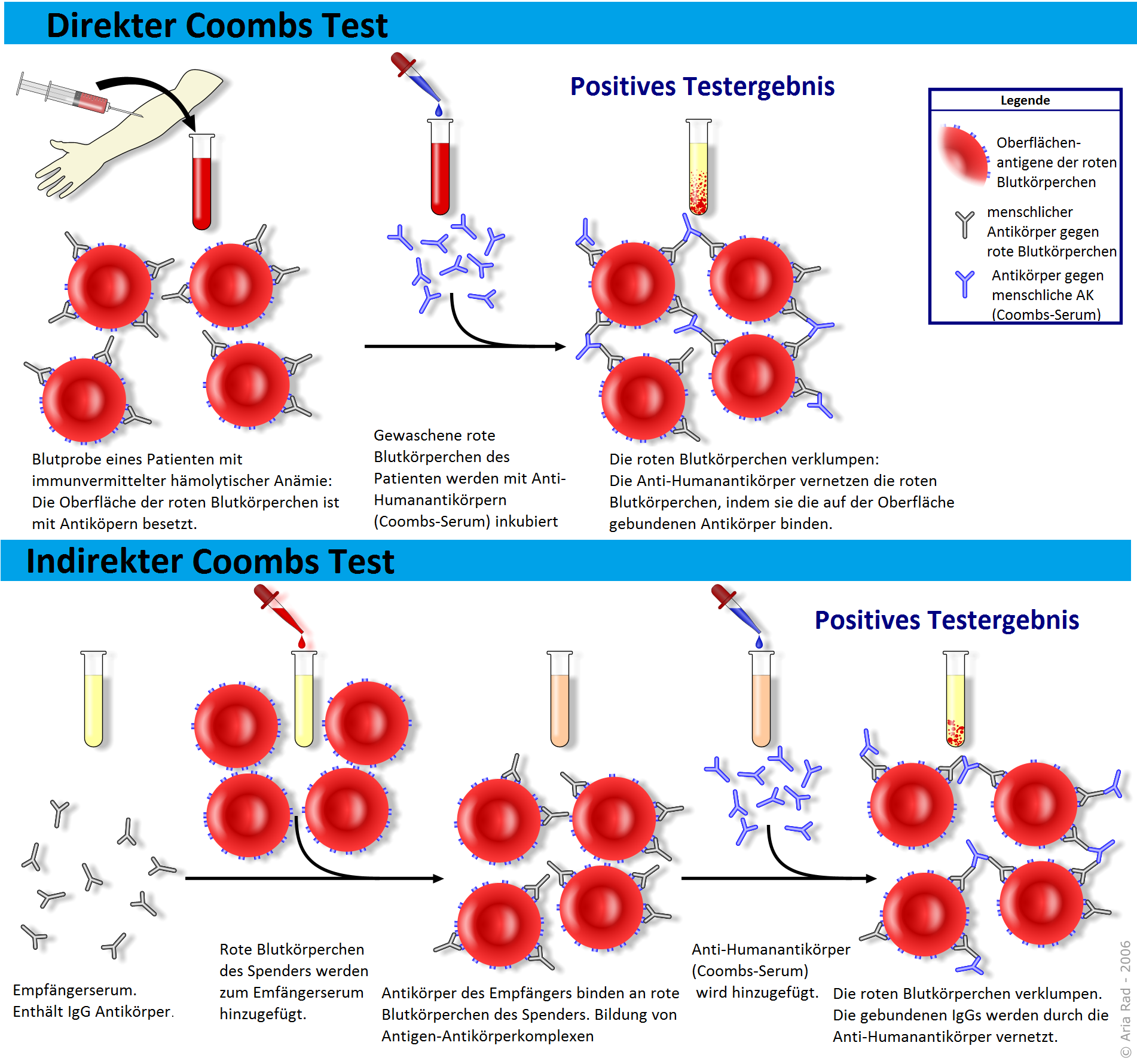
Schematische Darstellung. Oben direkter Coombstest: Empfänger- oder Patientenerythrozyten tragen auf ihrer Zellmembran Antikörper und werden mit dem Coombsserum inkubiert. In der Folge verklumpen die roten Blutkörperchen. Unten indirekter Coobstest: Empfänger- oder Patientenserum enthält (nicht-verklumpende) Antikörper des Typs IgG. Hierzu werden Spendererythrozyten (zu transfundierende Blutkonserve) gegeben. Die freien Serumantikörper binden auf den Spendererythrozyten und nach der Zugabe des Coombsserums kommt es zur Agglutination.

Der Coombs-Test, auch Antihumanglobulintest (kurz: AHG-Test), selten auch Race-Coombs-Test (nach Robert Russell Race), subsumiert zwei nach dem Cambridger Pathologen Robin Royston Amos Coombs benannte Tests auf der Basis von Kaninchen-Antihumanglobulin (Antikörper gegen Immunglobulin). Mit ihnen werden so genannte inkomplette (d. h. nicht-verklumpende) Antikörper (IgG) gegen rote Blutkörperchen (Erythrozyten) nachgewiesen, die für sich alleine keine Agglutination von Erythrozyten verursachen können. Diese Antikörper der Klasse IgG werden auch als „inkomplette“ Antikörper bezeichnet. Hingegen sind die Antikörper der Klasse IgM in der Lage, aufgrund ihrer Pentamerstruktur auch ohne Zugabe eines Reaktionsverstärkers eine Agglutination der Erythrozyten zu bewirken und werden deshalb auch komplette Antikörper genannt.
Der Coombs-Test wurde von Carlo Moreschi (1876–1921) im Jahre 1908 beschrieben, aber erst Mitte der 1940er Jahre von Robin Coombs weiterentwickelt und angewandt.
Im Rahmen eines indirekten Coombs-Tests wird für den Nachweis der Antikörper das sogenannte Coombs-Serum oder Antihumanglobulin (leporide Antikörper gegen humane IgG-Antikörper) und Komplementbestandteile als Reaktionsverstärker eingesetzt. Coombs-Serum wird aus dem Serum von Kaninchen gewonnen, welche gegenüber humanen Antikörpern der Klasse IgG immunisiert worden sind. Da neben dem indirekten Coombs-Test noch der direkten Coombs-Test besteht, sind die Begriffe  ‚Coombstests‘ nicht mit dem ‚Antikörpersuchtest‘ gleichzusetzen.
Sie werden in der Hämatologie zur Diagnostik von hämolytischen Anämien angewendet, etwa bei Neugeborenen mit Rhesus-Inkompatibilität. Transfusionsmediziner nutzen sie bei der serologischen Verträglichkeitsuntersuchung, kurz auch Kreuzprobe von Blutkonserven.

## Direkter Coombs-Test (Direkter Antihuman-Globulin-Test, DAT, direkter AHG)
Mit dem direkten Coombs-Test kann immunhämatologisch der Nachweis erbracht werden, ob die Patientenerythrozyten mit inkompletten Antikörpern (Immunglobulinen oder Komplementfaktoren) beladen sind. Der direkte Coombs-Test dient dem Nachweis einer In-vivo-Beladung, durch Sensibilisierung von Patienten- oder Neugeborenen-Erythrozyten, mit irregulären Blutgruppen-Antikörpern oder Komplement.
Die Indikationen zu einem direkten Coombs-Test:
- bei Verdacht auf einen Transfusionszwischenfall,
- bei einem Verdacht auf einen Morbus haemolyticus neonatorum, dem Abbau von Erythrozyten im Fetus bedingt durch eine Blutgruppenunverträglichkeit zwischen Mutter und Kind,
- bei Verdacht auf autoimmunhämolytische Anämie, also der Zerstörung von roten Blutkörperchen durch eine körpereigene Bildung von Antikörpern, die ihre Aktivität auf die eigenen Erythrozyten richten,
- bei einer positiven Eigenprobe im indirekten Coombs-Test.

Zur immunhämatologischen Untersuchung werden polyspezifische Coombs-Seren eingesetzt, sie sind monoklonal oder polyklonal. Sie enthalten Antikörper, die mit Immunglobulinen sowie mit Komplementfaktoren reagieren, mit denen die Erythrozytenmembranen beladen sind.

## Indirekter Coombs-Test (Indirekter Antihuman-Globulin-Test, IAT, indirekter AHG)
Mit dem  indirekten Coombs-Test  werden nicht-gebundene, im Serum zirkulierende Antikörper nachgewiesen. Der Test hat vor allem Bedeutung für den Nachweis inkompletter Antikörper im Serum der Mutter bei Rhesusinkompatibilität. Siehe dazu Antikörpersuchtest. Der indirekte Coombs-Test erfolgt in zwei laborklinischen Schritten. Im ersten Schritt inkubiert man das zu untersuchende Blutplasma mit definierten Test-Erythrozyten. Sind im untersuchten Patientenserum Antikörper enthalten, kommt es zu einer Bindung an die Test-Erythrozyten, doch nicht zur Agglutination. Denn erst im zweiten Schritt, wenn das Coombs-Serum zu den zuvor behandelten (inkubierten) Testerythrozyten gegeben wird, kommt es bei einem positiven Befund zur Agglutination.
Der indirekte Coombs-Test wird bei Rhesusinkompatibilität für den Nachweis inkompletter, zirkulierender Antikörper im Serum der Mutter verwendet.
Der Coombs-Test kann allerdings auch ohne erkennbare Ursache (idiopathisch) positiv sein. Coombs-negative hämolytische Anämien gibt es u. a. bei der paroxysmalen nächtlichen Hämoglobinurie, beim Morbus Wilson, und bei erblichen Erkrankungen wie der Thalassämie.
Die Indikationen zu einem indirekten Coombs-Test sind:
- bei der Blutgruppenbestimmung, genauer gesagt, als fester Bestandteil des sogenannten Antikörpersuchtestes,
- bei der Vorbereitung von Bluttransfusionen auf Patienten die  zuvor schon häufig transfundiert wurden, sogenannte polytransfundierte Patienten,
- bei anamnestischen oder klinischen Verdacht auf immunisierte Personen, bedingt durch eine Schwangerschaft oder vorherigen Transfusionen,
- bei den Mutterschaftsvorsorge-Untersuchungen zwischen der 4. bis 8. sowie 24.  bis 27. Schwangerschaftswoche,
- bei anamnestischen und klinischem Verdacht auf eine Rhesusinkompatibilität oder -unverträglichkeit,
- bei onkologischen Patienten die eine Bluttransfusion erhalten sollen,
- bei Verdacht auf autoimmunhämolytische Anämie.